# Деревня проклятых (фильм, 1960)
«Деревня проклятых» (англ. The Village Of The Damned) — британский фантастический триллер 1960 года, поставленный по роману Джона Уиндема «Кукушки Мидвича». В 1964 году вышел сиквел «Дети проклятых», а в 1995 году был снят ремейк фильма.

## Сюжет
На несколько часов все население маленькой английской деревни Мидвич впадает в каталепсию. Потом жители просыпаются, и жизнь продолжается. Но через несколько недель жена ученого Гордона Зеллаби говорит, что она беременна. Многие другие женщины деревни ощущают то же самое, хотя не были оплодотворены. Спустя некоторое время на свет появляются дети. Они растут, но их белокурые волосы представляют собой редчайший случай, и вообще они не похожи ничем на своих родителей. Позже Зеллаби приглашают в Правительство где по секрету сообщают, что подобные случаи имели место в других странах, в том числе Советском Союзе, США, Франции и некоторых других. Тем временем странные дети проявляют свои необычные способности, а с жителями Мидвича начинают происходить различные несчастья, особенно с теми, кто не так посмотрел на детей, пытался понять их природу или же проявил к ним агрессию. Сами дети покидают родительские дома и обособленно живут в старой церкви. Правительство сообщает Зеллаби, что советское правительство было вынуждено уничтожить ядерной бомбой город, где жили странные дети, со всеми жителями после того как не удалось ни уничтожить детей, ни эвакуировать население. Поняв, что Мидвич ждет та же участь, если ничего не придумать, Зеллаби решается на отчаянный шаг.

## В ролях
- Джордж Сандерс
- Лоуренс Найсмит
- Барбара Шелли